# Philothamnus battersbyi
Philothamnus battersbyi là một loài rắn trong họ Rắn nước. Loài này được Loveridge mô tả khoa học đầu tiên năm 1951.